# Unciuc, Hunedoara
Unciuc este un sat în comuna Râu de Mori din județul Hunedoara, Transilvania, România.

## Așezare și atestare istorică
Satul Unciuc se află la confluența dintre Râul Mare și Valea Dâljii, la limita răsăriteană a comunei Râu de Mori. Este atestat documentar ca „possessio Onczokfalwa”, în anul 1418. 

## Lăcaș de cult
În mijlocul cimitirului se înalță o străveche ctitorie cnezială, biserica cu hramul „Învierea Domnului”. Aceasta se compune dintr-un altar rectangular decroșat, o navă dreptunghiulară alungită și un turn-clopotniță scund, cu fleșă piramidală evazată, învelită în tablă; în rest s-a folosit țigla. În anul 1990, cu prilejul unor amenajări interioare, s-a putut constata o prelungire târzie a unui edificiu patrulater mult mai vechi. De altfel, o refacere a lăcașului, cu indicarea anului 1712, era menționată într-o inscripție maghiară de pe peretele exterior al clopotniței; alte renovări au avut loc în anii 1917 (șantier cu caracter de rectitorire, finanțat, în parte, din bani din fondul „Șaguna”), 1983 și 2007-2010. Interiorul bisericii a rămas nepictat. 
Analizându-se planimetria edificiului, s-a concluzionat că acesta, în forma sa inițială, a fost ridicat în secolul al XV-lea. Ctitori trebuie să fi fost, în acest caz, cnejii locali Dionisie, Buda, Vanciuc (Unciuc) și Ștefan, cei cărora, la 18 mai 1447, Iancu de Hunedoara le dăruia, cu drept nobiliar, o jumătate din satul Unciuc.

## Personalități
- Samoil Ungur (1889 - 1937), delegat în Marea Adunare Națională de la Alba Iulia 1918

## Imagine

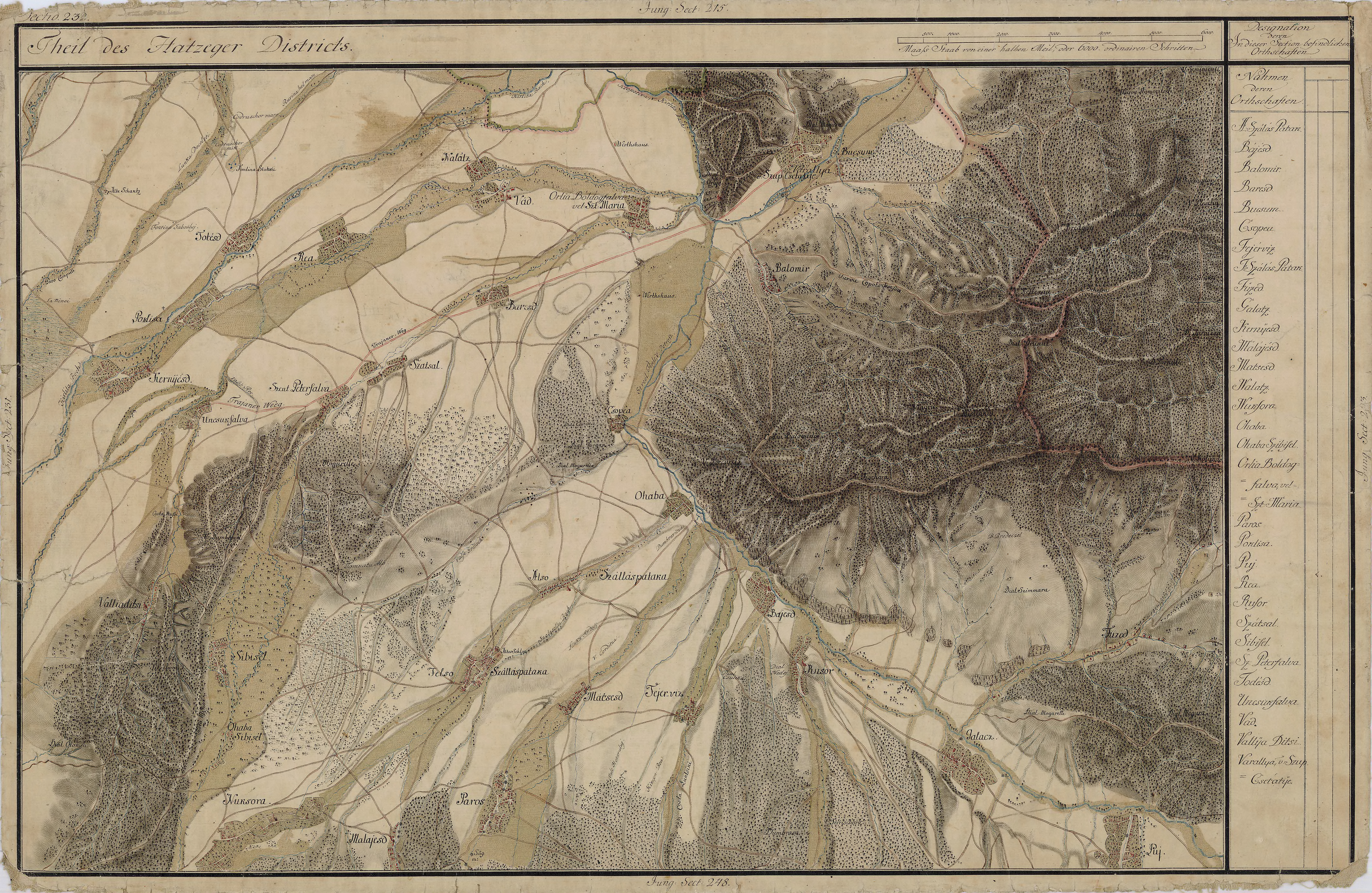
Unciuc în Harta Iosefină a Transilvaniei, 1769-1773